# Skateistan
 (mars 2022).
Skateistan est une ONGI allemande. Cette organisation travaille auprès des jeunes venant de milieux sociaux-économiques et d’ethnies diverses afin de les gagner en confiance et en autonomie par des activités éducatives. Elle s'est élargie avec des sites de projets à Mazâr-e Charîf en Afghanistan, Phnom Penh, au Cambodge et à Johannesbourg, en Afrique du Sud. Son siège se trouve à Berlin, en Allemagne.

## Création et historique
En mai 2007, un jeune skateur australien, Oliver Percovich, arrivé à Kaboul commence le skateboard en compagnie d'enfants et de jeunes des rues. Il propose d’éveiller la jeunesse aux responsabilités citoyennes par le biais du sport : Skateistan est née. Cette organisation se repose sur les échanges culturels et l’enrichissement mutuel,, elle milite par ailleurs pour l’égalité des sexes, dans un pays où les femmes sont ouvertement discriminées,.
Skateistan a été officiellement enregistrée comme une ONG afghane en juillet 2009. Elle travaille avec des enfants entre 5 et 18 ans, dont 50 % de ces jeunes travaillant dans la rue et 40 % étant des filles.
Le 29 octobre 2009, Skateistan inaugure le premier skatepark en Afghanistan d'une installation de 1 750 m2 qui comprend des salles de classe, des bureaux, un terrain de sport et un skatepark intérieur. Une deuxième installation fut ouverte dans le nord de l'Afghanistan en mai 2013, dans la ville de Mazâr-e Charîf.
Sketeistan agit également au Cambodge depuis 2011 et en Afrique du Sud depuis 2014.
Depuis 2012, son siège administratif international se trouve à Berlin, en Allemagne.

## Récompenses
- 2009 : lauréat du prix de la Colombe d'Or de la paix.
- 2011 : lauréat du prix de l'ISPO Brandnew Social Awareness Award.
- 2011 : lauréat du prix du jury au Chamonix Adventure Festival.
- 2011 : sélection au festival du film de Sundance, pour le documentaire Skateistan: To Live And Skate Kabul[10].
- 2011 : lauréat du grand prix de l’Image Peace and Sport de l’année, à l'occasion de la Journée internationale du skateboard.
- 2012 : lauréat du prix de l'ISPO Marketing and Social Awareness Award.
- 2013 : lauréat du prix du prix UNICEF Sport for Education.
- 2013 : 85e meilleure ONG du Monde selon The Global Journal.
- 2014 : nomination à l'un des 10 Champion of Learning through Play Award par l'ONG Ashoka et la Fondation LEGO.
- 2015 : lauréat du prix Eric-Stricker Memorial Award, décerné par le magazine Transworld.

### Sources externes
- Site officiel